# Championnat de France féminin de handball 2000-2001
Navigation
Division 1F 1999-2000 Division 1F 2001-2002
Le championnat de France féminin de handball 2000-2001 est la cinquantième édition de cette compétition. Le championnat de Division 1 est le plus haut niveau du championnat de France de ce sport. Douze clubs participent à la compétition. 
À la fin de la saison, l'ES Besançon est désigné Champion de France devant l' ASPTT Metz. Également vainqueur de la Coupe de France, l'ES Besançon est le quatrième club a réaliser un doublé après le Stade français, Gagny (deux fois) et Metz (deux
également). 
Le titre a été décerné lors de l'ultime journée, Besançon profitant notamment de la lourde défaite de l'ASPTT Metz, tenant du titre, lors de l'avant-dernière journée à Mérignac (29-23).

## Clubs du championnat et leurs budgets
| Club                      | Rang 1999-2000 | Budget (en million de F) |
| ------------------------- | -------------- | ------------------------ |
| ASPTT Metz                | 1er            | 5,3 MF                   |
| ES Besançon               | 2e             | 2,6 MF                   |
| SA Mérignacais            | 3e             | 1,2 MF                   |
| HBC Nîmes                 | 4e             | 2,6 MF                   |
| Cercle Dijon Bourgogne    | 5e             | 1,6 MF                   |
| AS Bondy                  | 6e             | 3,4 MF                   |
| US Mios                   | 7e             | 1,2 MF                   |
| Toulouse Féminin Handball | 8e             | 1,6 MF                   |
| Toulon Var Handball       | 9e             | 3,3 MF                   |
| ASUL Vaulx-en-Velin       | 1er de D2      | 1,3 MF                   |
| Sun A.L. Bouillargues     | 2e de D2       | 1,3 MF                   |
| CJF Fleury-les-Aubrais    | 3e de D2       | 2,6 MF                   |
| Total                     | Total          | 28 MF                    |

## Classement final
Le classement final est, :
|    | Équipe                    | Pts | J  | G  | N | P  | Bp  | Bc  | Diff |
| -- | ------------------------- | --- | -- | -- | - | -- | --- | --- | ---- |
| 1  | ES Besançon (F)           | 62  | 22 | 20 | 0 | 2  | 572 | 462 | 110  |
| 2  | ASPTT Metz (T)            | 61  | 22 | 19 | 1 | 2  | 615 | 448 | 167  |
| 3  | Sun A.L. Bouillargues (P) | 55  | 22 | 16 | 1 | 5  | 520 | 481 | 39   |
| 4  | SA Mérignacais            | 47  | 22 | 12 | 1 | 9  | 554 | 534 | 20   |
| 5  | HBC Nîmes                 | 46  | 22 | 12 | 0 | 10 | 460 | 432 | 28   |
| 6  | AS Bondy                  | 43  | 22 | 10 | 1 | 11 | 538 | 554 | -16  |
| 7  | Cercle Dijon Bourgogne    | 42  | 22 | 9  | 2 | 11 | 465 | 483 | -18  |
| 8  | Toulon Var Handball       | 40  | 22 | 8  | 2 | 12 | 486 | 529 | -43  |
| 9  | Toulouse Féminin Handball | 38  | 22 | 7  | 2 | 13 | 515 | 594 | -79  |
| 10 | ASUL Vaulx-en-Velin (P)   | 36  | 22 | 7  | 0 | 15 | 524 | 558 | -34  |
| 11 | CJF Fleury-les-Aubray (P) | 34  | 22 | 6  | 0 | 16 | 518 | 546 | -28  |
| 12 | US Mios                   | 24  | 22 | 1  | 0 | 21 | 479 | 625 | -146 |

|     | Champion, qualifié en Ligue des champions |
|     | Qualifié en Coupe des Vainqueurs de Coupe |
|     | Qualifié en Coupe de l'EHF                |
|     | Qualifié en Coupe Challenge               |
|     | (Rel) Relégué en Division 2               |
| (T) | Tenant du titre 1999-2000                 |
| (P) | Promu 1999-2000                           |
| (F) | Vainqueur de la Coupe de France           |

## Statistiques et récompenses

### Statistiques générales
Les meilleures attaques sont :
1. ASPTT Metz, 615 buts marqués soit 27,9 buts par match
2. ES Besançon, 572 buts marqués soit 26,4 buts par match
3. SA Mérignacais, 554 buts marqués soit 25,1 buts par match

Les meilleures défenses sont :
1. HBC Nîmes, 432 buts encaissés 0,3 buts par match
2. ES Besançon, 462 buts encaissés soit 21,5 buts par match

### Meilleures buteuses
Les meilleures buteuses sont :
| Rang | Joueuse                 | Club                      | Buts | Matchs | Moy. |
| ---- | ----------------------- | ------------------------- | ---- | ------ | ---- |
| 1    | Tzvetelina Demirev      | AS Bondy                  | 145  | 21     | 6,9  |
| 2    | Maria Iacob             | Toulouse Féminin Handball | 137  | 22     | 6,2  |
| 3    | Milena Murat            | Sun A.L. Bouillargues     | 129  | 22     | 5,8  |
| 4    | Leila Lejeune-Duchemann | ASPTT Metz                | 124  | 21     | 5,9  |
| 5    | Maureen Zucarro         | US Mios                   | 122  | 18     | 6,7  |
| 6    | Noumia Zitiou           | CJF Fleury-les-Aubray     | 98   | 21     | 4,6  |
| 7    | Marie-Ange Gogbe        | CJF Fleury-les-Aubray     | 97   | 17     | 5,7  |
| 8    | Samira Hasagić          | ES Besançon               | 95   | 20     | 4,7  |
| 9    | Isabelle Cendier        | Toulouse Féminin Handball | 92   | 19     | 4,8  |
| 10   | Laïsa Lerus             | HBC Nîmes                 | 91   | 22     | 4,1  |
| 11   | Chantal Maïo            | Sun A.L. Bouillargues     | 89   | 22     | 4,0  |
| 12   | Tatiana Tchernycheva    | AS Bondy                  | 88   | 21     | 4,2  |
| 13   | Svetlana Antić          | ES Besançon               | 86   | 22     | 3,9  |
| 13   | Stéphanie Cano          | SA Mérignacais            | 86   | 21     | 4,1  |
| 15   | Marion Vialatte         | ASUL Vaulx-en-Velin       | 84   | 22     | 3,8  |
| 16   | Klaudija Bubalo         | ASPTT Metz                | 81   | 21     | 3,8  |
| 16   | Mézuela Servier-Prandi  | Sun A.L. Bouillargues     | 81   | 22     | 3,7  |
| 18   | Raphaëlle Tervel        | ES Besançon               | 80   | 22     | 3,6  |
| 18   | Mélinda Jacques-Szabo   | ASPTT Metz                | 80   | 20     | 4,0  |
| 18   | Lucile Bruxelles        | US Mios                   | 80   | 21     | 3,8  |

### Distinctions
À l'issue du championnat, les Sept d'or du handball 2001 ont été décernés à , :
- Meilleure joueuse : Valérie Nicolas (ES Besançon), 4 voix ; Leila Lejeune-Duchemann(Metz), 2 ; Tzvetelina Demirev (Bondy), 2 ; Véronique Pecqueux-Rolland (Dijon), 1 ; Andrea Farkas (Metz), 1 ; Pascale Roca (Nîmes), 1 ; Svetlana Antić (Besançon), 1 ; Isabelle Wendling (Metz), 1.
- Meilleure gardienne : Valérie Nicolas (ES Besançon), 11 voix ; Carmen Petca (Bondy), 1 ; Andrea Farkas (Metz), 1.
- Meilleure ailière gauche : Raphaëlle Tervel (ES Besançon), 7 voix ; Stéphanie Ludwig (Metz), 3 ; Chantal Maïo (Bouillargues), 3.
- Meilleure arrière gauche : Leila Lejeune-Duchemann (Metz Handball), 9 voix ; Samira Hasagić (Besançon), 1 ; Mézuela Servier-Prandi (Bouillargues), 1 ; Nodjialem Myaro (Metz). 1 ; Myriam Korfanty (Mérignac), 1.
- Meilleure demi-centre : Mézuela Servier-Prandi (Sun A.L. Bouillargues ), 6 ; Tzvetelina Demirev (Bondy), 3 ; Isabelle Perrin (Mérignac), 1 ; Klaudija Bubalo (Metz), 1 ; Sophie Herbrecht (Besançon), 1 ; Nodjialem Myaro (Metz), 1.
- Meilleure pivot : Svetlana Antić (ES Besançon), 6 voix ; Isabelle Wendling (Metz), 3 ; Véronique Pecqueux-Rolland (Dijon), 2 ; Bertille Bétaré (Fleury-les-Aubrais), 1 ; Tatiana Tchernycheva (Bondy), 1.
- Meilleure arrière droite : Pascale Roca (HBC Nîmes), 6 voix ; Mélinda Jacques-Szabo (Metz), 4 ; Tzvetelina Demirev (Bondy), 2 ; Stéphanie Fiossonangaye (Besançon), 1.
- Meilleure ailière droite : Alexandra Castioni (ES Besançon), 6 voix ; Stéphanie Cano (Mérignac), 4 ; Nathalie Selambarom (Metz), 3.
- Meilleure défenseuse : Svetlana Antić (ES Besançon), 6 voix ; Isabelle Cendier (Toulouse), 2 ; Leila Lejeune-Duchemann (Metz), 1 ; Isabelle Wendling (Metz), 1 ; Klaudija Bubalo (Metz), 1 ; Ludivine Jacquinot (Dijon), 1 ; Pascale Roca (Nîmes), 1.
- Meilleur entraîneur : Christophe Maréchal (ES Besançon), 6 voix ; Guy Petitgirard (Bouillargues), 4 ; Alain Portes (Nîmes), 2 ; Didier Bor (Toulouse), 1.

Les votants étaient : Laurent Abadie (Toulouse), Laurent Binelli (La République du Centre), Frédéric Brindelle (Pathé Sport), Anthony Colle (Sud Ouest), Christian Dalla Torre (Dijon), Bernard Garrigues (La Dépêche du Midi), Frédéric Gouaillard (Le Parisien), Laurent Gutting (Midi libre), Bertrand Joliot (L'Est républicain), Ludovic Mauchien (Hand Action), Antoine Osanna (Le Progrès), Philippe Pailhoriès (L'Équipe), Lionel Willems (Le Républicain lorrain).

## Effectif du champion
L'effectif de l'ES Besançon était composé de :
- Valérie Nicolas
- Joanne Dudziak
- Samira Hasagić
- Carmen Amariei
- Stéphanie Fiossonangaye
- Maryline Motte
- Sandrine Mariot-Delerce
- Laetitia Pierrot
- Sophie Herbrecht
- Pascaline Mariot
- Émilie Delattre-Chevalier
- Svetlana Mugoša-Antić
- Malika Mouhoub
- Raphaëlle Tervel
- Adeline Bournez
- Alexandra Castioni
- Aurélie Grosjean

Entraîneur :  Christophe Maréchal